# 佐助稲荷神社
佐助稲荷神社（さすけいなりじんじゃ）は、神奈川県鎌倉市佐助にある神社。 
現在は御霊神社の兼務社になっている。

## 概要
勧進年月は未詳。神社の縁起によると、平治の乱後に伊豆に配流された源頼朝の夢に、稲荷の神霊が老翁の姿で現れ、平家討伐の時節到来を告げて挙兵をうながした。そのため、平家討伐後、「佐介ガ谷隠れ里」の霊地を選び、畠山重忠に命じて社殿を造らせたという。
「佐助(介)」という地名は、「前右兵衛権佐」だった頼朝を助けたためとか、上総介・千葉介・三浦介という3人の介の屋敷があったため「三介ガ谷」と呼ばれていたのが変化したものなどといわれている。
吾妻鏡には当神社の記述がない。
延文4年（1359年）12月11日、鎌倉公方足利基氏は凶徒退治の祈祷を「佐介稲荷社別当三位僧都御房」に命じたという記録が残っている。
応永25年（1418年）2月、関東管領上杉憲実が鶴岡八幡宮の供僧に対して当社の別当職と社領を安堵している。
古くは、鶴岡八幡宮非常時の御旅所で飛地境外末社だったが、明治42年（1909年）に独立した。
2015年の映画『駆込み女と駆出し男』や『海街diary』、1996年のテレビアニメ『天空のエスカフローネ』の舞台としても登場した。
成功成就、立身出世の神様として、受験生、就活生、起業家などが参拝に訪れる。また、参道に多数の赤鳥居が林立しており、修学旅行等でも高い人気を誇っている。

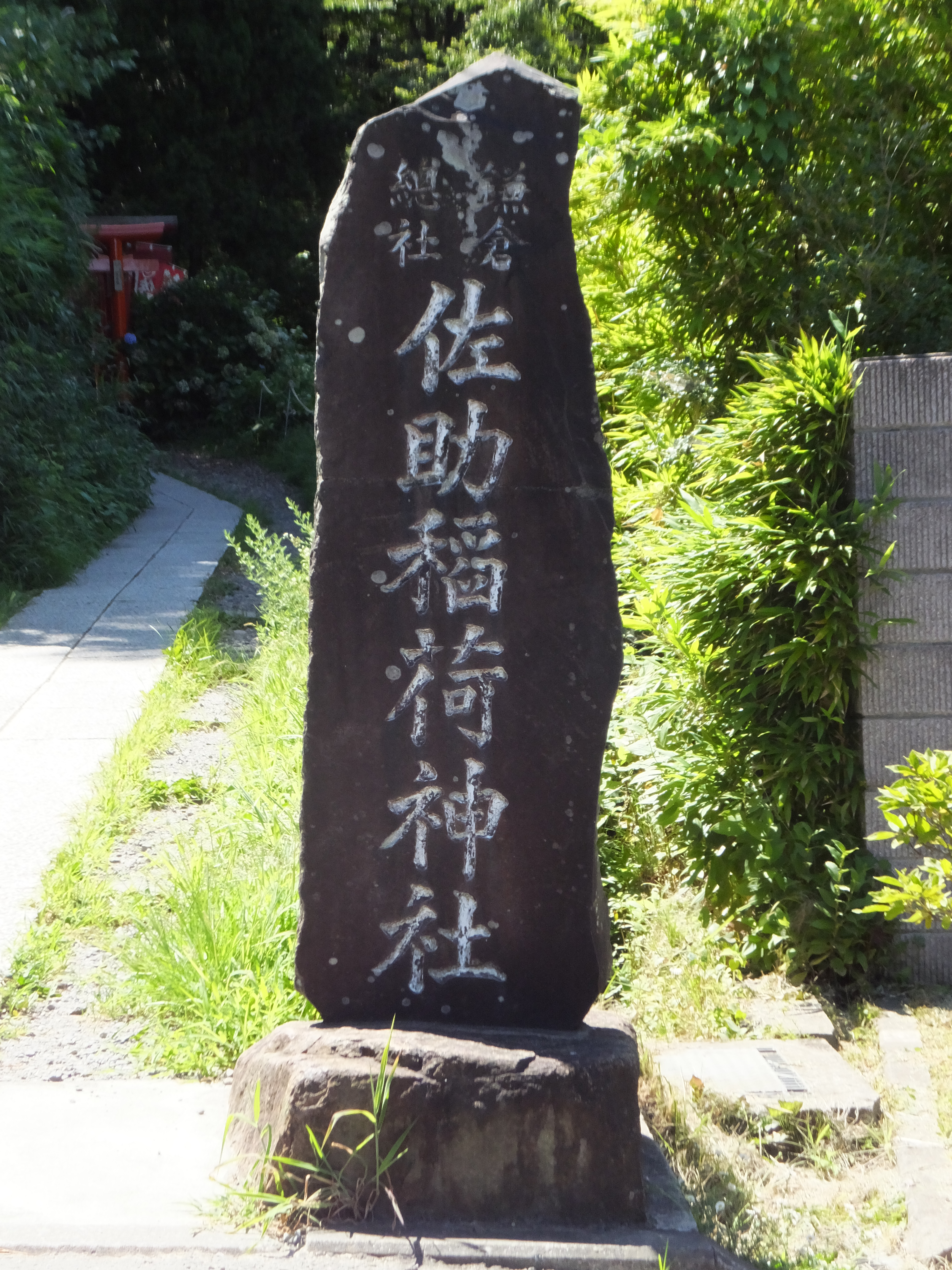
社号標石
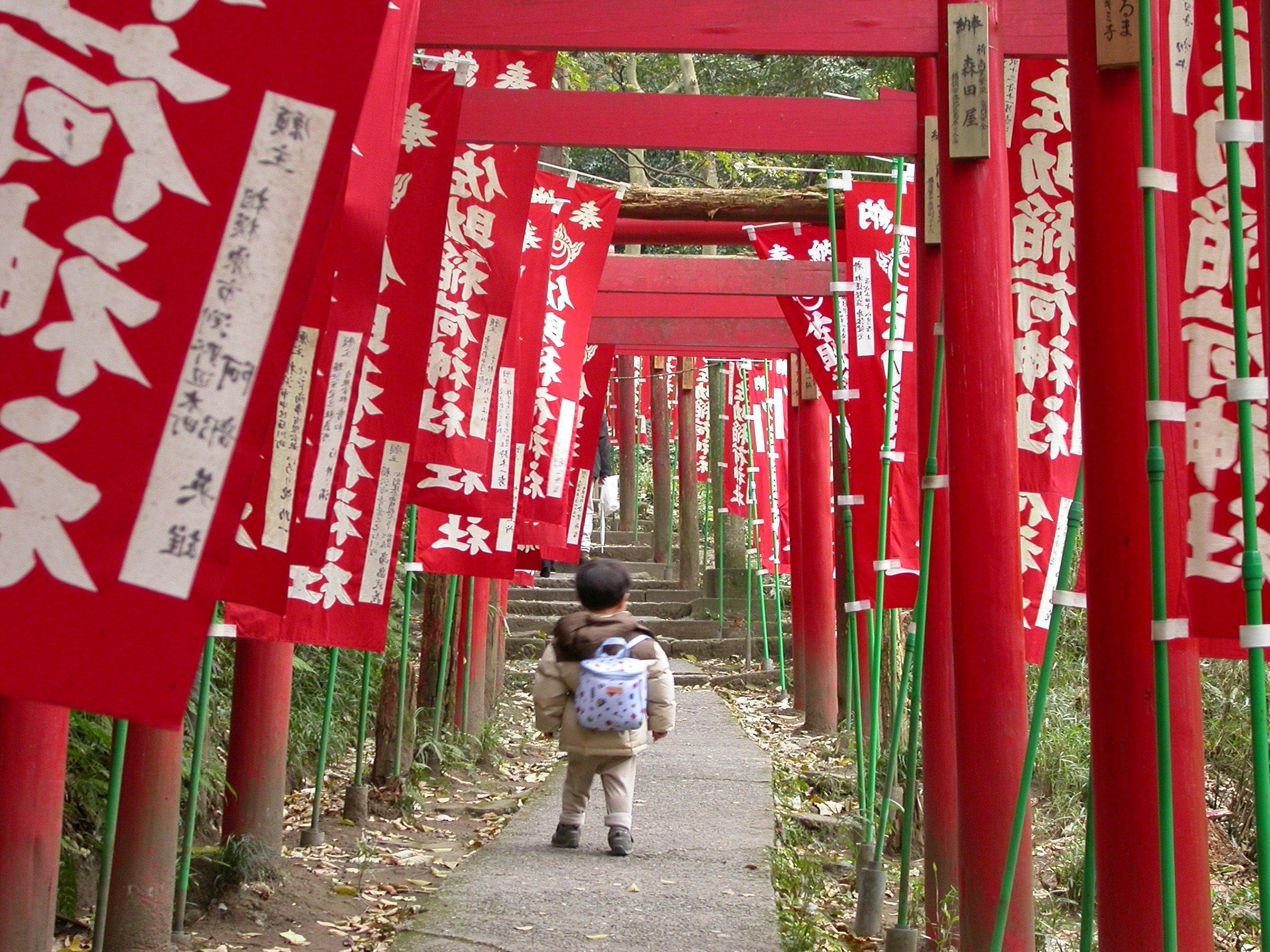
参道
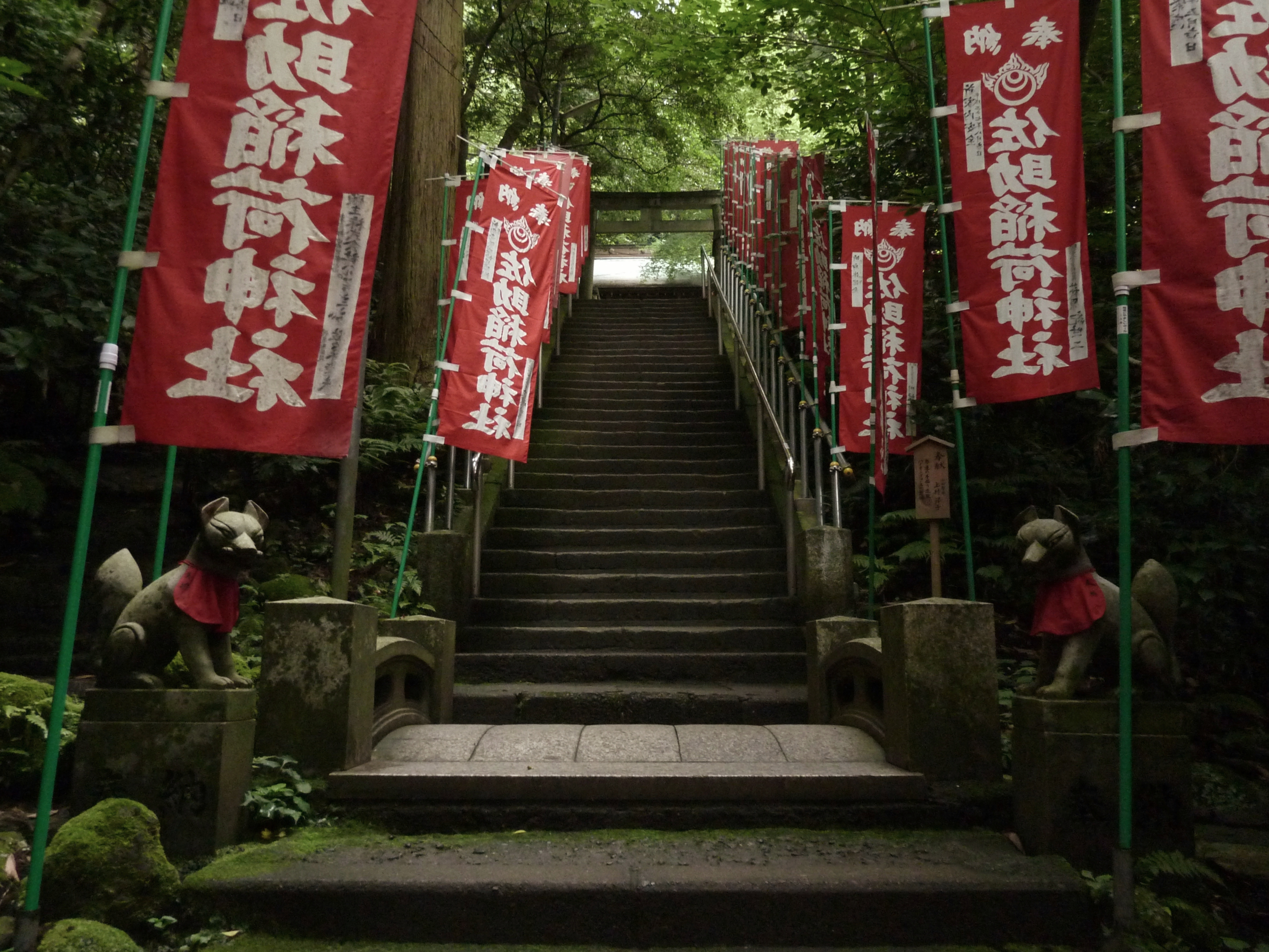
参道
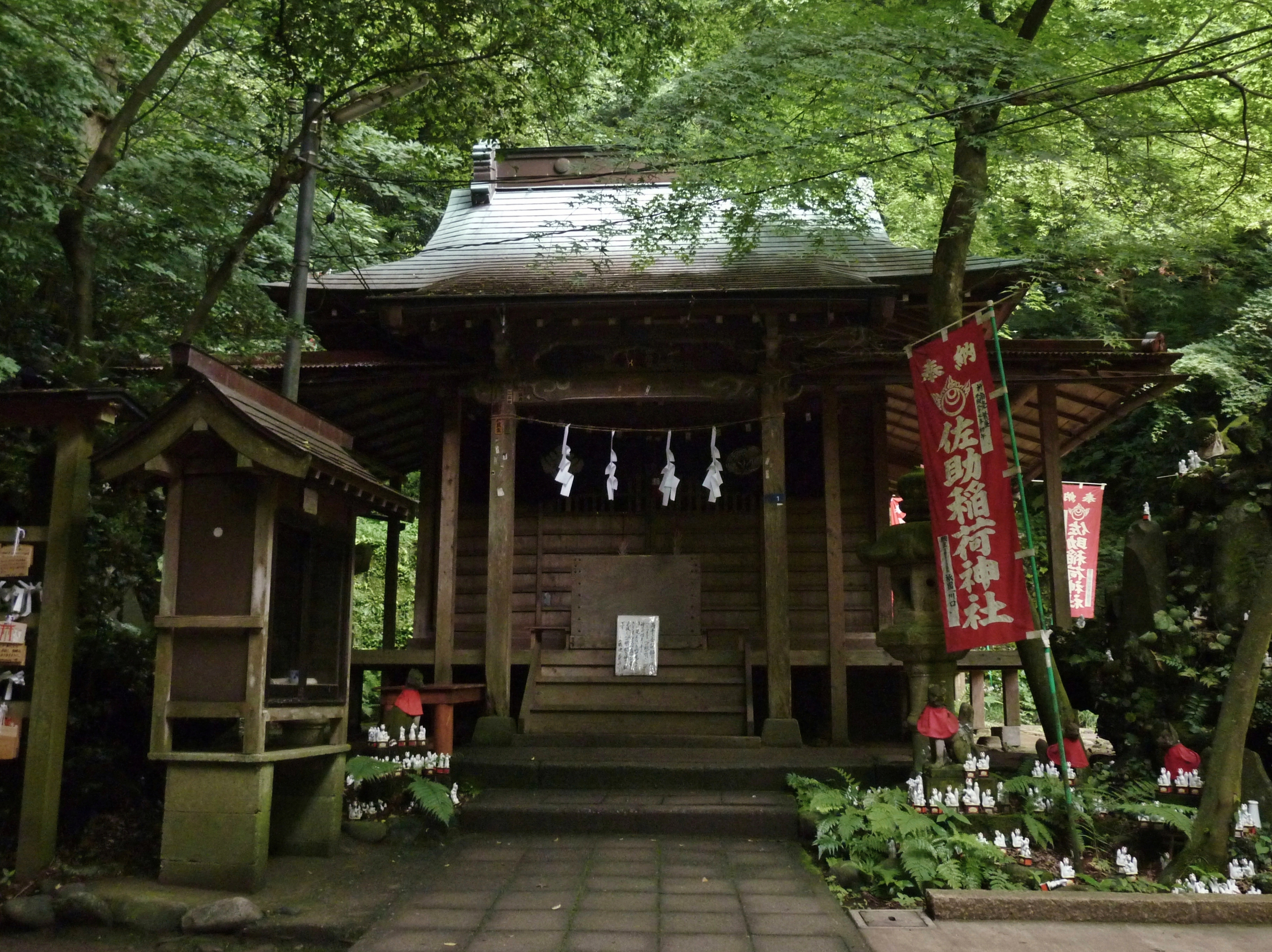
拝殿
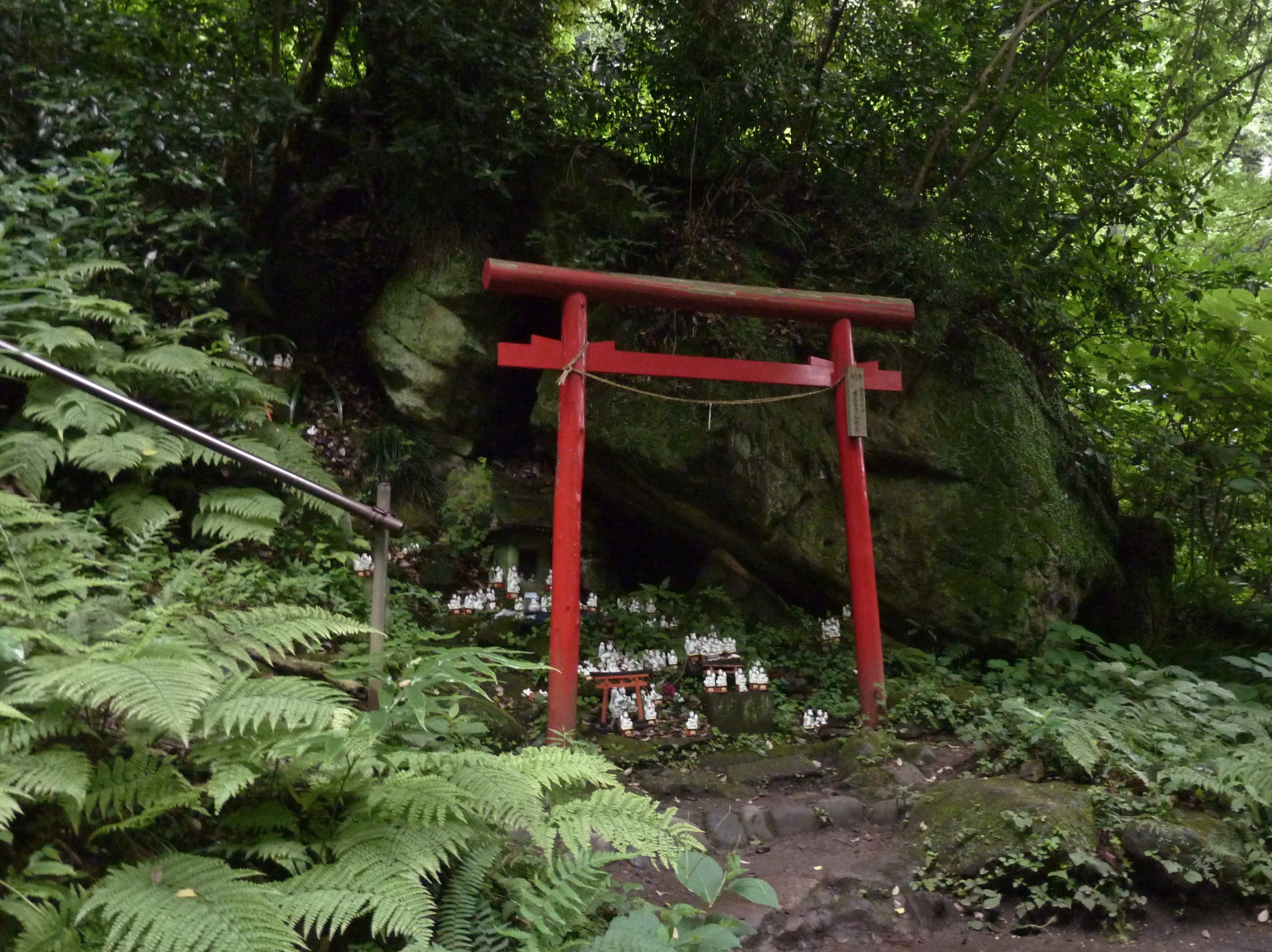
お塚
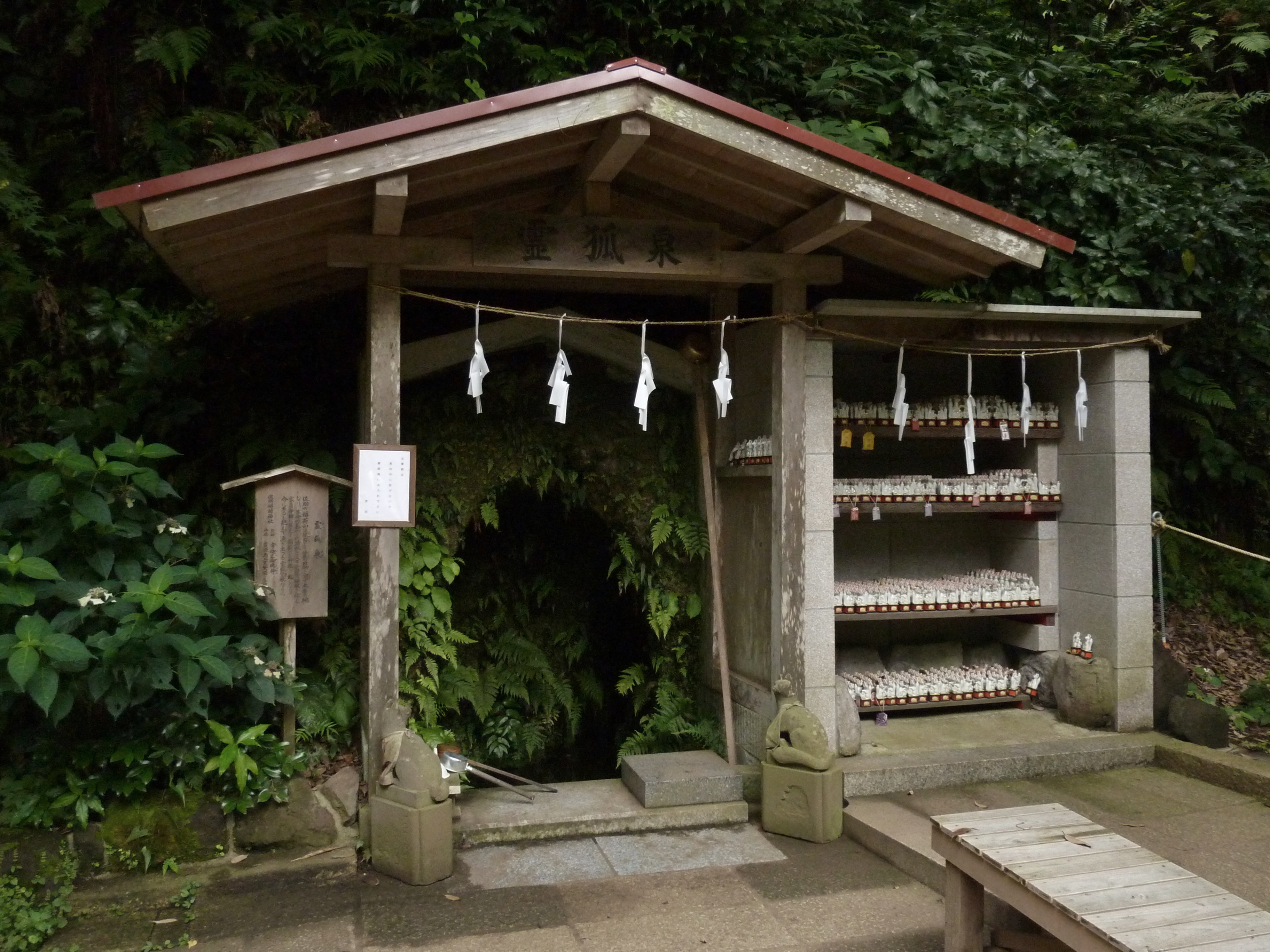
霊狐泉